# Region Labé
Labé ist eine Region Guineas und hat eine Fläche von 22.869 km². Sie liegt im Norden des Landes, angrenzend an Senegal und Mali. Ihre Hauptstadt ist das gleichnamige Labé. Die Region hatte bei der letzten Volkszählung 2014 994.458 Einwohner und ist trotz eines starken Bevölkerungswachstums mit 43,5 Einwohnern pro Quadratkilometer immer noch dünn besiedelt.
Geografisch liegt Labé hauptsächlich im Bergland von Fouta Djallon.

## Verwaltungsgliederung
Die Region Labé umfasst fünf Präfekturen. Diese sind:
| Präfektur   | Fläche in km² | Ew. (2014) männlich | Ew. (2014) weiblich | Ew. (2014) Gesamt | Hauptort |
| ----------- | ------------- | ------------------- | ------------------- | ----------------- | -------- |
| Koubia      | 3725          | 45.533              | 54.637              | 100.170           | Koubia   |
| Labé        | 2242          | 143.583             | 175.355             | 318.938           | Labé     |
| Lélouma     | 4275          | 68.998              | 94.071              | 163.069           | Lélouma  |
| Mali        | 8802          | 134.957             | 153.044             | 288.001           | Mali     |
| Tougué      | 3825          | 55.788              | 68.492              | 124.280           | Tougué   |
| Region Labé | 22.869        | 448.859             | 545.599             | 994.458           | Labé     |

## Bedeutende Orte
Die einzige Stadt der Region ist Labé mit über 90.000 Bewohnern. Weitere bedeutende Orte sind Mali, Lélouma, Koubia und Tougué.

## Bevölkerung
Die Zahl der Einwohner ist in den letzten Jahrzehnten stark gewachsen. Die Volkszählungen ergaben (1983) 642.617, (1996) 799.545 und (2014) 994.458 Bewohner. Zwischen 1983 und 1996 gab es ein jährliches Bevölkerungswachstum von 1,6 %. Dagegen wuchs die Zahl der Einwohner zwischen 1996 und 2014 jährlich nur noch um 1,2 %.
Von der Einwohnerschaft waren (2014) 448.859 Personen männlich und 545.599 (54,9 % der Bevölkerung) Personen weiblich. Nur 110.744 Personen (11,2 % der Bevölkerung) wohnten 2014 in städtischen Gebieten.
Die Region ist sprachlich einheitlich. Die auch auf staatlicher Ebene bedeutende Sprache Poular (auch Peul; 94,5 % der Einwohner) ist die dominierende Sprache. Weitere bedeutende Sprachen in der Region Labé sind Diakanka (1,7 % der Einwohner) und Djalonké (1,2 % der Einwohner).
Die Region ist beinahe vollständig islamisiert. Der Islam (99,4 % der Einwohner) ist das dominierende Glaubensbekenntnis. Das Christentum (0,4 % der Einwohner) ist in einer Diasporasituation. Es gibt kaum noch Anhänger der traditionellen Religionen. Aber viele Muslime und Christen praktizieren eine Mischreligon aus traditionellem und neuem Glauben. Zudem hat der Sufismus wie überall in Westafrika eine bedeutende Anhängerschaft.